# Zborul 3407 al Continental Airlines

Locul prăbuşirii avionului

Pe data de 12 februarie 2009 la ora locală 10:20PM (ora 5:20AM ora României) un avion al companiei americane Continental Airlines s-a prăbușit pe o casă (situată pe Long Street la numărul 6038) din orășelul Clarence Center – la câțiva kilometri de Buffalo, New York.
Accidentul aviatic s-a soldat cu moartea a 49 de persoane, una dintre victime fiind o persoană de la sol.